# Энергетический барьер
Разность между средним энергетическим уровнем молекулы и энергетическим уровнем реакции называется энергией активации или энергетическим барьером. Чем больше энергия активации (энергетический барьер), тем медленнее идет реакция.
Средний энергетический уровень молекулы — это энергия, которой обладают большинство молекул системы в данный момент времени.
Энергетический уровень реакции — это запас энергии, которым должны обладать молекулы, чтобы их столкновение стало эффективным, чтобы произошла реакция. Этот запас энергии является постоянным для каждой данной реакции.